# Gaspar de Borja y Velasco
Gaspar de Borja y Velasco, nei testi in italiano chiamato Gaspare Borgia (Villalpando, 26 giugno 1589 – Madrid, 28 dicembre 1645), è stato un cardinale, arcivescovo cattolico e politico spagnolo.

## Biografia
Nacque a Villalpando il 26 giugno 1589. Figlio del duca di Gandia, Francisco Tomás de Borja y Centellas e di Juana Enríquez de Velasco y de Aragón, si laureò in teologia all'Università Complutense, primo grande di Spagna ad aver ottenuto la laurea. Papa Paolo V lo elevò al rango di cardinale nel concistoro del 17 agosto 1611, assegnandogli il titolo di Santa Susanna. Quindi fu promosso all'arcidiocesi di Siviglia e subito dopo all'arcidiocesi di Toledo, ascritto alla congregazione del Santo Uffizio, fatto viceré di Napoli e ambasciatore del re cattolico presso la Santa Sede. Dal 1630 fu vescovo di Albano.
Riferisce il Cancellieri che il cardinale Borgia sperava di essere il terzo papa della famiglia Borgia.

## Genealogia episcopale e successione apostolica
La genealogia episcopale è:
- Cardinale Guillaume d'Estouteville, O.S.B.Clun.
- Papa Sisto IV
- Papa Giulio II
- Cardinale Raffaele Riario
- Papa Leone X
- Papa Paolo III
- Cardinale Francesco Pisani
- Cardinale Alfonso Gesualdo
- Papa Clemente VIII
- Cardinale Pietro Aldobrandini
- Cardinale Laudivio Zacchia
- Cardinale Antonio Barberini, O.F.M.Cap.
- Cardinale Gaspar de Borja y Velasco

La successione apostolica è:
- Cardinale Gil Carrillo de Albornoz (1630)
- Vescovo Pablo Durán (1634)

## Ascendenza
|                                                                       |                                                         |                                                                                     | Genitori                                                                  |  |  | Nonni |  |  | Bisnonni                                       |  |  | Trisnonni                                    |  |
|                                                                       |                                                         |                                                                                     |                                                                           |  |  |       |  |  | Francisco de Borja y Aragón, IV duca di Gandia |  |  | Juan de Borja y Enríquez, III duca di Gandia |  |
|                                                                       |                                                         |                                                                                     |                                                                           |  |  |       |  |  | Francisco de Borja y Aragón, IV duca di Gandia |  |  | Juan de Borja y Enríquez, III duca di Gandia |  |
|                                                                       |                                                         | Juana de Aragón y Gurrea                                                            |                                                                           |  |  |       |  |  | Francisco de Borja y Aragón, IV duca di Gandia |  |  |                                              |  |
| Carlo de Borja y Castro, V duca di Gandia                             |                                                         |                                                                                     |                                                                           |  |  |       |  |  | Francisco de Borja y Aragón, IV duca di Gandia |  |  |                                              |  |
|                                                                       |                                                         | Leonor de Castro Melo e Menezes                                                     | Alvaro de Castro, signore di Torrâo                                       |  |  |       |  |  |                                                |  |  |                                              |  |
|                                                                       |                                                         | Leonor de Castro Melo e Menezes                                                     | Alvaro de Castro, signore di Torrâo                                       |  |  |       |  |  |                                                |  |  |                                              |  |
|                                                                       |                                                         | Leonor de Castro Melo e Menezes                                                     | Isabel de Mello Barreto y Meneses                                         |  |  |       |  |  |                                                |  |  |                                              |  |
| Francisco Tomàs de Borja y Centelles, VI duca di Gandia               |                                                         | Leonor de Castro Melo e Menezes                                                     |                                                                           |  |  |       |  |  |                                                |  |  |                                              |  |
|                                                                       |                                                         | Francisco Gilbert II de Centelles Riu-sec y Fernández de Heredia, III conte d'Oliva | Querubí Juan de Centelles Riu-sec y Ximénez de Urrea                      |  |  |       |  |  |                                                |  |  |                                              |  |
|                                                                       |                                                         | Francisco Gilbert II de Centelles Riu-sec y Fernández de Heredia, III conte d'Oliva | Querubí Juan de Centelles Riu-sec y Ximénez de Urrea                      |  |  |       |  |  |                                                |  |  |                                              |  |
|                                                                       |                                                         | Francisco Gilbert II de Centelles Riu-sec y Fernández de Heredia, III conte d'Oliva | Juana Fernández de Heredia                                                |  |  |       |  |  |                                                |  |  |                                              |  |
| Magdalena de Centelles Riu-sec y Folch de Cardona, V contessa d'Oliva |                                                         | Francisco Gilbert II de Centelles Riu-sec y Fernández de Heredia, III conte d'Oliva |                                                                           |  |  |       |  |  |                                                |  |  |                                              |  |
|                                                                       |                                                         | María Folch de Cardona y Manrique                                                   | Fernando I Folch de Cardona, II duca di Cardona                           |  |  |       |  |  |                                                |  |  |                                              |  |
|                                                                       |                                                         | María Folch de Cardona y Manrique                                                   | Fernando I Folch de Cardona, II duca di Cardona                           |  |  |       |  |  |                                                |  |  |                                              |  |
|                                                                       |                                                         | María Folch de Cardona y Manrique                                                   | Francisca Manrique de Lara y Castro                                       |  |  |       |  |  |                                                |  |  |                                              |  |
| Gaspar de Borja y Velasco                                             |                                                         | María Folch de Cardona y Manrique                                                   |                                                                           |  |  |       |  |  |                                                |  |  |                                              |  |
|                                                                       | Juan Sánchez de Velasco y Tovar, I marchese di Berlanga | Íñigo Fernández de Velasco, II duca di Frías                                        |                                                                           |  |  |       |  |  |                                                |  |  |                                              |  |
|                                                                       | Juan Sánchez de Velasco y Tovar, I marchese di Berlanga | Íñigo Fernández de Velasco, II duca di Frías                                        |                                                                           |  |  |       |  |  |                                                |  |  |                                              |  |
|                                                                       | Juan Sánchez de Velasco y Tovar, I marchese di Berlanga | María de Tovar y Vivero, signora di Berlanga                                        |                                                                           |  |  |       |  |  |                                                |  |  |                                              |  |
| Íñigo Fernández de Velasco y Tovar, IV duca di Frías                  | Juan Sánchez de Velasco y Tovar, I marchese di Berlanga |                                                                                     |                                                                           |  |  |       |  |  |                                                |  |  |                                              |  |
|                                                                       |                                                         | María Girón de Guzmán, signora di Gandul e Marchenilla                              | Pedro Tellez Girón y Velasco, III conte di Ureña                          |  |  |       |  |  |                                                |  |  |                                              |  |
|                                                                       |                                                         | María Girón de Guzmán, signora di Gandul e Marchenilla                              | Pedro Tellez Girón y Velasco, III conte di Ureña                          |  |  |       |  |  |                                                |  |  |                                              |  |
|                                                                       |                                                         | María Girón de Guzmán, signora di Gandul e Marchenilla                              | Mencía de Guzmán Velasco                                                  |  |  |       |  |  |                                                |  |  |                                              |  |
| Juana Fernández de Velasco y de Aragón                                |                                                         | María Girón de Guzmán, signora di Gandul e Marchenilla                              |                                                                           |  |  |       |  |  |                                                |  |  |                                              |  |
|                                                                       |                                                         | Juan Alonso Pérez de Guzmán y de Guzmán-Zúñiga, VI duca di Medina Sidonia           | Juan Alfonso Pérez de Guzmán y Afán de Ribera, III duca di Medina Sidonia |  |  |       |  |  |                                                |  |  |                                              |  |
|                                                                       |                                                         | Juan Alonso Pérez de Guzmán y de Guzmán-Zúñiga, VI duca di Medina Sidonia           | Juan Alfonso Pérez de Guzmán y Afán de Ribera, III duca di Medina Sidonia |  |  |       |  |  |                                                |  |  |                                              |  |
|                                                                       |                                                         | Juan Alonso Pérez de Guzmán y de Guzmán-Zúñiga, VI duca di Medina Sidonia           | Leonor de Zúñiga y Guzmán                                                 |  |  |       |  |  |                                                |  |  |                                              |  |
| Ana Ángela Águeda de Guzmán y Aragón                                  |                                                         | Juan Alonso Pérez de Guzmán y de Guzmán-Zúñiga, VI duca di Medina Sidonia           |                                                                           |  |  |       |  |  |                                                |  |  |                                              |  |
|                                                                       |                                                         | Ana de Aragón y Gurrea                                                              | Alonso de Aragón y Ruiz                                                   |  |  |       |  |  |                                                |  |  |                                              |  |
|                                                                       |                                                         | Ana de Aragón y Gurrea                                                              | Alonso de Aragón y Ruiz                                                   |  |  |       |  |  |                                                |  |  |                                              |  |
|                                                                       |                                                         | Ana de Aragón y Gurrea                                                              | Ana de Gurrea, signora di Argavieso                                       |  |  |       |  |  |                                                |  |  |                                              |  |
|                                                                       |                                                         | Ana de Aragón y Gurrea                                                              |                                                                           |  |  |       |  |  |                                                |  |  |                                              |  |